# 6677 Renoir
A 6677 Renoir (ideiglenes jelöléssel 3045 T-3) egy kisbolygó a Naprendszerben. Cornelis Johannes van Houten,  Ingrid van Houten-Groeneveld és Tom Gehrels fedezte fel 1977. október 16-án.